# Mareham le Fen
Mareham le Fen – wieś w Anglii, w hrabstwie Lincolnshire, w dystrykcie East Lindsey. Leży 32 km na wschód od Lincoln i 181 km na północ od Londynu.